# Suzanne Dezoder
Suzanne Jeaudounenc, dite Mademoiselle Dezoder (née à Bordeaux le 8 janvier 1852 et morte à Brousse le 8 septembre 1950), est une chanteuse d'opérette française du Palais-Royal.

## Répertoire
- Saison 1873-74, Clairette Angot dans La Fille de madame Angot, Théâtre royal d'Anvers[4] et aux Folies-Dramatiques en 1875
- Saison 1875-76, 
  - Gabrielle dans Les Cent Vierges de Charles Lecocq
  - Boulotte dans Barbe bleue de Jacques Offenbach
- 1876, Galswinthe dans Chilpéric de Hervé
- 1877, Renée dans La Créole de Jacques Offenbach[5]
- 1878
  - Ninette dans Le Mari de la dame de chœurs, vaudeville en 2 actes, par Jean-François Bayard et Gustave Duvert[6].
  - Diane dans Actéon
- 1879, Mariette dans Les Locataires de Monsieur Blondeau de Henri Chivot[note 1]
- 1882, Léona dans Ah ! que l’amour est agréable !, vaudeville en cinq actes de Charles Varin et Michel Delaporte
- 1886, la commère Mathilde dans La Brigue dondaine de Raoul Pugno[7]

### Création
- 1895, la Reine dans Le Roi Frelon de Antoine Banès aux Folies-Dramatiques[8]